# Krzysztof Jaryczewski
Krzysztof Jaryczewski ps. Jary (ur. 21 lutego 1960 w Warszawie) – polski muzyk rockowy, kompozytor, autor tekstów, współzałożyciel i pierwszy wokalista zespołu Oddział Zamknięty. Lider i frontman formacji Jary Oddział Zamknięty stanowiącej jego osobną kontynuację. Równolegle prowadzi karierę solową. 

## Życiorys

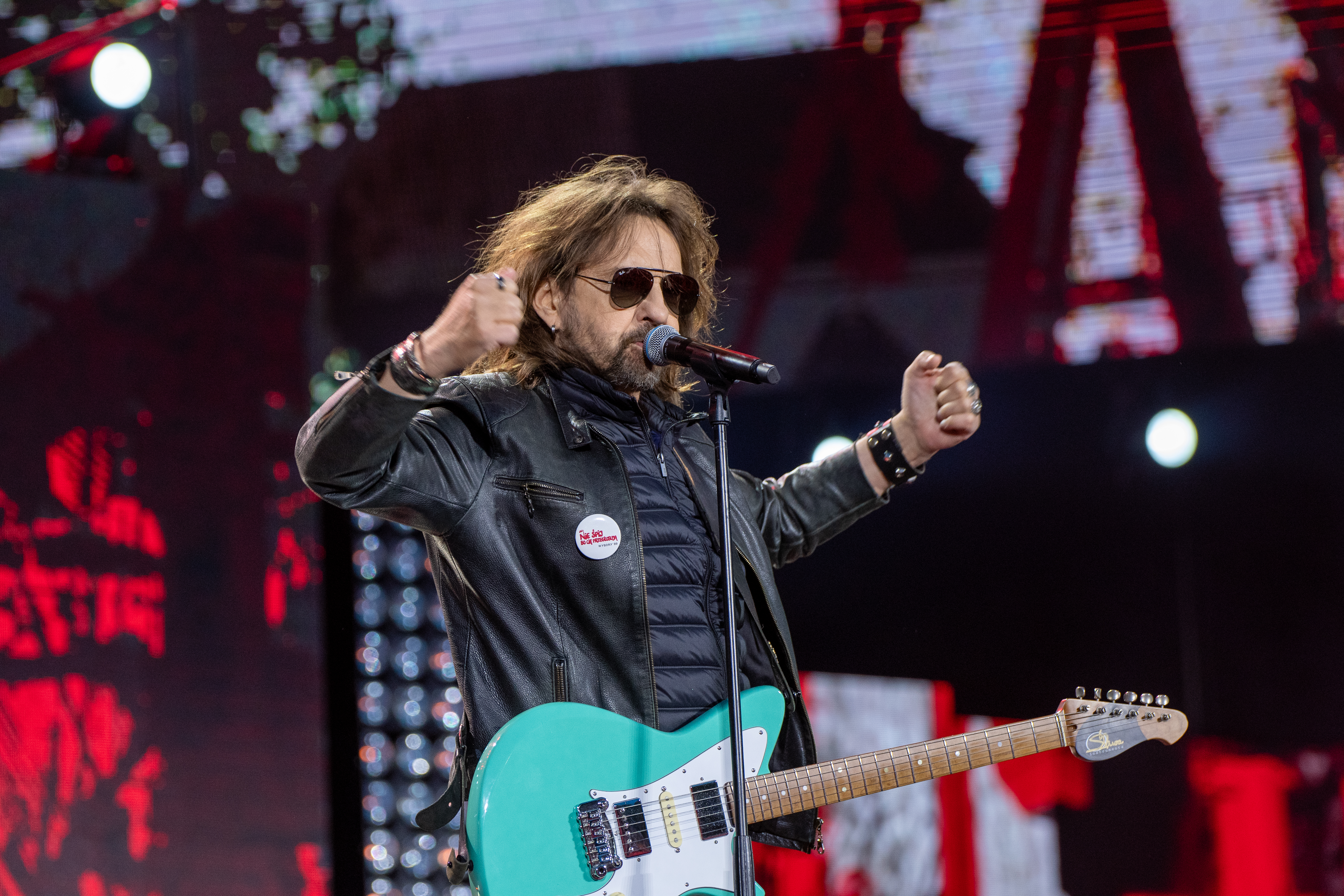
Na scenie w ramach koncertu "Pokolenia Wolnosci", 2023

Urodził się w Warszawie, gdzie również się wychowywał z dwoma starszymi braćmi – Andrzejem i Zbigniewem. Swoją przygodę z muzyką rozpoczął w wieku szesnastu lat. Wówczas jego bracia grali zarobkowo w różnych grupach muzycznych. Początkowo grał w duecie gitarowym ze swoim szkolnym kolegą. Brał również udział w tzw. mszach beatowych, udzielając się w kościele na warszawskim Mokotowie.  

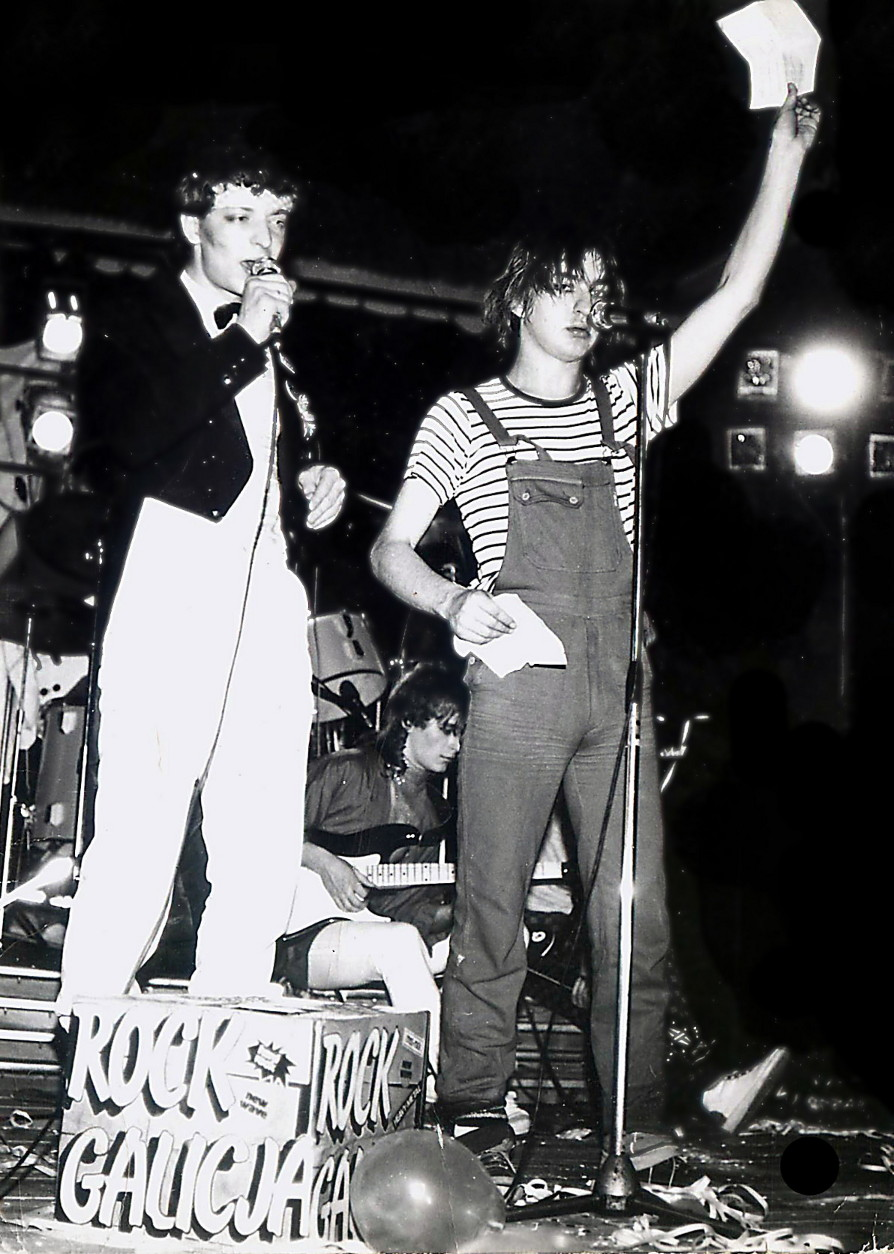
Na scenie Rock Galicji: Tomasz Paulukiewicz i Krzysztof Jaryczewski, lata 80.

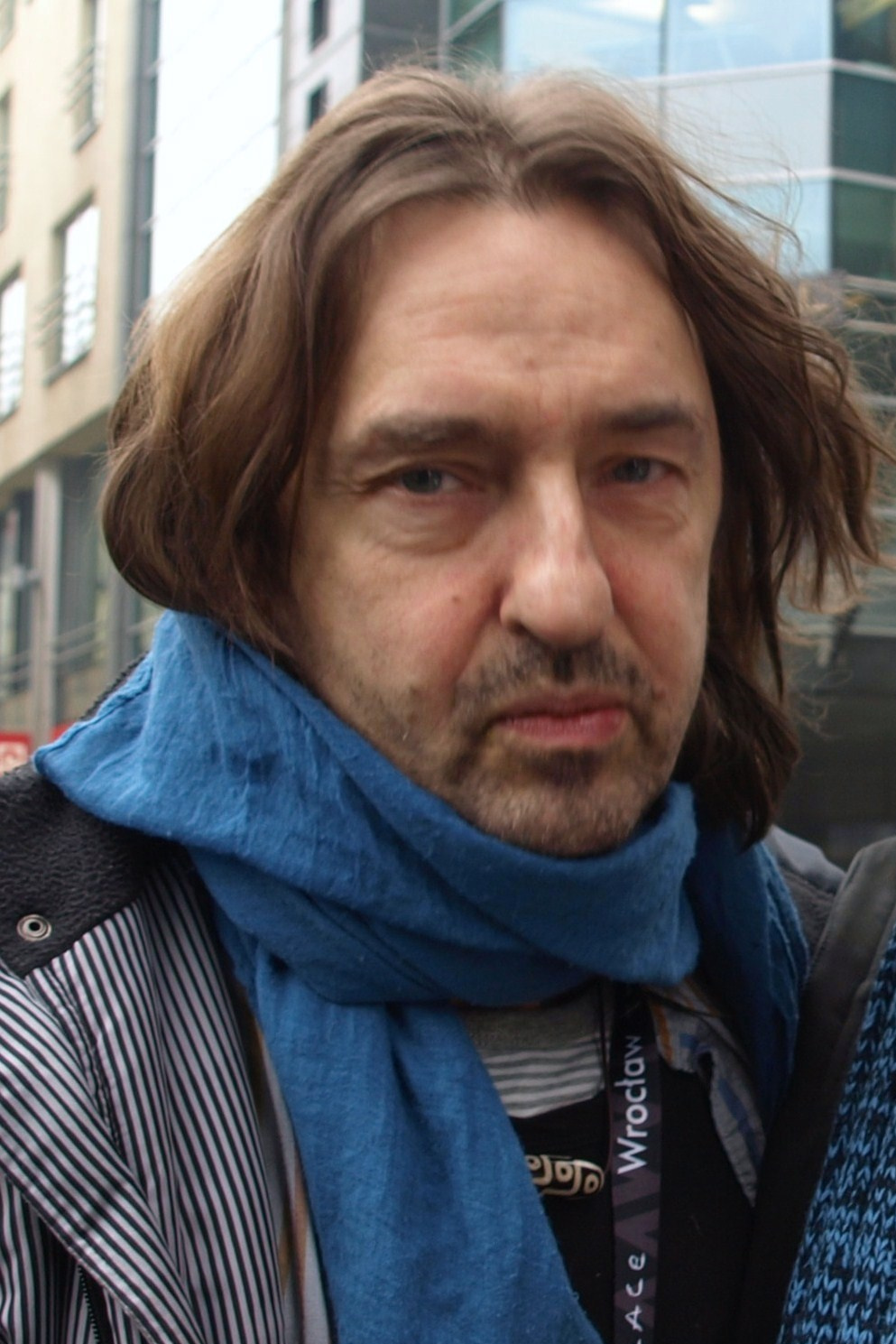
Krzysztof Jaryczewski, 2013

W latach 1977–1978 występował jako basista bluesowego zespołu Tani Hotel – do grupy trafił mając siedemnaście lat.  
W 1979 roku wraz z perkusistą Taniego Hotelu – Jarosławem Szlagowskim rozpoczął poszukiwania muzyków do nowego zespołu występującego zarobkowo na studniówkach. Do zespołu dołączył Wojciech Łuczaj-Pogorzelski, który następnie do grupy zwerbował basistę Pawła Mścisławskiego. Grupa rozpoczęła tworzenie własnego materiału i przyjęła nazwę Oddział Zamknięty. W zespole Jaryczewski pełnił rolę wokalisty, a także gitarzysty rytmicznego do momentu pojawienia się w zespole Jacka Tomaszewskiego, a następnie Włodzimierza Kani. Jako wokalista, nagrał z Oddziałem Zamkniętym dwa albumy.  
Na początku 1985 roku jego karierę w Oddziale Zamkniętym przerwała choroba spowodowana nadużywaniem narkotyków i alkoholu. Muzyk doznał paraliżu strun głosowych, na skutek czego stracił głos na kilka lat. Opuścił zespół u szczytu popularności. W trakcie problemów z głosem stopniowo powracał do gry na instrumencie. Zajmował się również komponowaniem. Wielokrotnie namawiany przez Wojciecha Łuczaj-Pogorzelskiego nie zdecydował się na powrót do zespołu w 1986 roku w roli gitarzysty. Dostał również propozycję dołączenia jako basista do grupy muzyków towarzyszących Martynie Jakubowicz, jednak z niej nie skorzystał. W 1988 roku współtworzył z Piotrem Ożerskim i Jerzym Wawrzyniakiem zespół Coś za. Pisał również teksty piosenek Wojciechowi Bruślikowi (1988), Wandzie Kwietniewskiej (1989) i zespołowi Syndia (1990). 
W 1990 wystąpił jako artysta solowy na KFPP w Opolu. Rok później, w 1991 nagrał i wydał na kasecie MC solowy album pt. Ogniste miecze. Do nagrania albumu zaprosił m.in. Wojciecha Morawskiego i Jarosława Wajka. W 1994 napisał dwa teksty Markowi Sośnickiemu na płytę pt. Tamerlane. Pisał także zespołowi Azyl P. (1995), który w tamtym czasie rejestrował materiał demo.  
W 1996 nagrał z grupą Jary Band (pod nazwą Jaryczewski Band) dwa utwory na składankę różnych wykonawców pt. Dekadencja. Wkrótce po jej wydaniu nastąpiła przerwa w działalności zespołu, co było spowodowane dalszym leczeniem Jaryczewskiego. 
W 1999 wziął udział gościnnie w jubileuszowym koncercie Oddziału Zamkniętego z okazji 20-lecia. Podczas występu wykonał m.in. utwory "Obudź się" i "Świat rad". Ponadto w latach 1999–2000 współpracował z wieloma artystami, w tym z Arturem Gadowskim, Małgorzatą Fuks oraz zespołami Lady Pank, Axe, Tu i Teraz. We kwietniu 2004 wydał kolejny solowy album pt. Vinyl. Obok towarzyszącego zespołu Jary Band, na płycie znalazło się wielu gości, m.in.: Marek Surzyn, Paweł Kukiz, Artur Gadowski, Jarosław Szlagowski, Krzysztof Ścierański, Wojciech Konikiewicz, Pih i Chada. W jednym z utworów zaśpiewała Ewa Jaryczewska i bracia artysty. 
W marcu 2009 roku ukazała się bluesowa płyta jego nowego zespołu Exces pod tytułem Ex. Na płycie znalazło się 12 utworów, a wśród nich m.in. nowa wersja przeboju Oddziału Zamkniętego Ten wasz świat. 
W 2012 roku ukazała się płyta Trudno powiedzieć Jary Band, nagrana w składzie: Andrzej Potęga (gitara basowa, śpiew), Marek Tymkoff (gitara, śpiew), Witek Albiński (perkusja). W 2013 roku zespół przekształcił się w projekt o nazwie Jary Oddział Zamknięty (początkowo działający pod nazwami: Jaryczewski OZ i Jary OZ). Przekształcenie zespołu miało miejsce po dołączeniu do grupy Zbigniewa Bieniaka i Krzysztofa Zawadki – dwóch byłych członków Oddziału Zamkniętego.  
W pierwszym składzie zespołu Jary Oddział Zamknięty znaleźli się: Zbyszek Bieniak, Krzysztof Zawadka, Andrzej Potęga i Michał Kłopocki. Debiutancki album formacji zatytułowany Jary OZ – Krzysztof Jaryczewski ukazał się w 2016 roku. 10 listopada 2016 roku muzyk zgłosił wniosek do Urzędu Patentowego RP o rejestrację znaków towarowych "Oddział Zamknięty" i "Jary Oddział Zamknięty". Wnioski ujawniono 28 listopada 2016. Artysta w jednym z wywiadów wyznał, że grupę Jary Oddział Zamknięty traktuje jako kontynuację "pierwszego Oddziału Zamkniętego", ponieważ w zespole są dwaj muzycy dawnego składu, co było powodem by grać pod taką nazwą. W rozmowie tej muzyk wykluczył możliwość zejścia się z Oddziałem Zamkniętym. Działania Krzysztofa Jaryczewskiego zapoczątkowały spór sądowy z Wojciechem Łuczaj-Pogorzelskim o autorstwo do nazwy zespołu i niektórych utworów. 
Od września 2018 do kwietnia 2019 był jednym z jurorów nowego talent-show telewizji Polsat – Śpiewajmy razem. All Together Now. Pod koniec 2018 roku muzyk został zaproszony do nagrania kolędy Przybieżeli do Betlejem w aranżacji zespołu Kombi Łosowski. Wystąpił również w teledysku sygnowanym szyldem Kombi i Przyjaciele. W kolejnych latach, 2018–2021 regularnie wydawał single z grupą Jary Oddział Zamknięty. W 2021 wydał z nią drugą płytę pt. Lilaróż.
W 2023 wystąpił wspólnie z córką Mają Laurą w ramach koncertu "Wielka Gala – Od Opola do Opola" podczas 60. KFPP w Opolu. W tym samym roku z zespołem Jary Oddział Zamknięty wydał singiel pt. "Gul Gul" zapowiadający trzeci album studyjny zespołu.
13 kwietnia 2024 ukazała się książka pt. Byłem w piekle autorstwa Kamila Wicika będąca wywiadem-rzeką z Krzysztofem Jaryczewskim oraz singiel Jaryczewskiego o tym samym tytule, zapowiadający jego solowy album Wszystko albo nic. 28 listopada 2024 miała miejsce premiera albumu.

## Życie prywatne
Żonaty z Hanną Jaryczewską (z domu Wdowiak). Mieszka w Sopocie. Ma córkę Maję (również wokalistkę, występuje jako Maja Laura) i syna Marka. Kilkukrotnie próbował popełnić samobójstwo. Od 1998 roku jest abstynentem alkoholowym i narkotykowym. W styczniu 2017 przeszedł udany zabieg przeszczepu wątroby, która została zniszczona przez nadużywanie alkoholu i narkotyków. W drugiej połowie maja 2020 miał rozległy atak serca.

## Dyskografia

### Albumy solowe
- 1991 – Ogniste miecze (jako Jary)[19]
- 2004 – Vinyl[22]
- 2009 – Ex (z grupą Exces)[43]
- 2012 – Trudno powiedzieć (z grupą Jary Band)[44]
- 2024 – Wszystko albo nic[45]

### Oddział Zamknięty
- 1984 – Oddział Zamknięty (Polskie Nagrania Muza)
- 1985 – Reda by Night (Polton)

- 1994 – Greatest Hits (Sonic) (Kompilacja)
- 1996 – Ballady (PH Kopalnia) (Kompilacja)
- 1998 – Gold – Oddział Zamknięty (KOCH International) (Kompilacja)

### Tu i Teraz
- 2001 – Dopóki masz wybór (płyta rozdawana pod patronatem Państwowej Agencji Rozwiązywania Problemów Alkoholowych i Biura Do Spraw Narkomanii)

### Jary Oddział Zamknięty
- 2016 – Jary OZ[46]
- 2021 – Lilaróż[37]

### Inne
- 1996 – Różni wykonawcy – Dekadencja (Samantha)[potrzebny przypis]
- 1994 – Tamerlane – Tamerlane (BMG Ariola)
- 2000 – Artur Gadowski – G.A.D (BMG Music)
- 2007 – Muniek, T.Love – Rarytasy 1981–2007 (Media Way)[47]
- 2010 – Urszula – Dziś już wiem (Magic Records)
- 2013 – Urszula – Eony snu (Universal Music PL)
- 2017 – Azyl P. – Azyl P. i przyjaciele, koncerty w Trójce (Polskie Radio)[48]
- 2018 – Kombi i Przyjaciele – Przybieżeli do Betlejem (MTJ Agencja Artystyczna)

## Filmografia
- To tylko rock (jako on sam, 1983, film obyczajowy, reżyseria: Paweł Karpiński)
- Miłość z listy przebojów (jako on sam, 1984, film fabularny, reżyseria: Marek Nowicki)
- Historia polskiego rocka (jako on sam, 2008, film dokumentalny, reżyseria: Leszek Gnoiński, Wojciech Słota)
- Lata '80. Oddział Zamknięty (jako on sam, 2021, film dokumentalny, reżyseria: Bartłomiej Piasecki)[49]